# 李敏 (怀王)
李敏（719年—720年），唐玄宗李隆基第十五子，母为武惠妃。
武惠妃得宠，李敏幼而丰秀，玄宗钟爱无比，才周岁，开元八年（720年）二月，李敏夭折，封为怀哀王或怀思王。先葬在景龙观。天宝十三载，改葬京城长安南，祔葬武惠妃所葬的敬陵。

## 延伸阅读
[在维基数据编辑]
 《舊唐書·卷107》，出自刘昫《舊唐書》
 《新唐書》